# Дашков, Иван Андреевич
Князь Иван Андреевич Дашков — воевода во времена правления Михаила Фёдоровича.
Из княжеского рода Дашковы. Младший сын воеводы, князя Андрея Ивановича Дашкова. Старший брат Пётр Андреевич погиб в бою под Калугою в Смутное время.

## Биография
В 1613-1615 годах воевода в Каргополе. В 1617-1618 годах первый воевода в Брянске. В 1618-1619 годах воевода в Галиче. За отражение от Галича полковника Яцка с литовским войском и примкнувшими русскими изменниками, пожалован атласною шубою на соболях ценою 81 рубль, серебряным кубком и придачей к окладу в тридцать рублей. В 1620 году воевода в Торопце. В 1625-1626 годах воевода в Самаре. В 1626 году воевода в Царёвосанчурске.  В 1627-1629 годах московский дворянин. В марте 1628 года, на праздник Фёдоровской Богородицы, приглашён с другими царедворцами к государеву столу. В 1628-1629 годах воевода в Терках.  В 1633 году первый воевода в Москве у Арбатских ворот для охраны от прихода крымцев, показан в дворянах. В июле 1634 года встречал при представлению Государю шведского посланника. В 1636 году показан стряпчим, в 1640 году вновь московский дворянин.

## Семья
Женат на дочери князя Андрея Романовича Волконского, от брака с которой имел детей:
- Князь Дашков Василий Иванович — бездетный.
- Князь Дашков Григорий Иванович — бездетный.
- Князь Дашков Иван Иванович — голова, воевода и окольничий.